# خازن نیوبیم

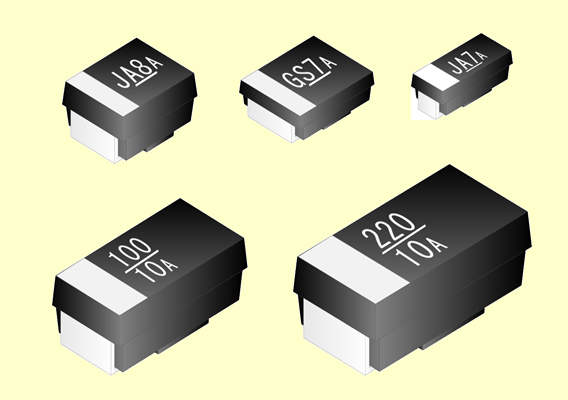
سبک تراشه‌ای نصب سطحی (smd) از خازن‌های الکترولیتی نیوبیوم

خازن‌های الکترولیتی نیوبیم قطبیده شده‌است که الکترود آند (+) خازن از فلز نیوبیم غیرفعال‌شده یا مونوکسید نیوبیم ساخته شده‌است که لایه عایق پنتاکسید نیوبیم به عنوان دی‌الکتریک خازن نیوبیم عمل می‌کند. یک الکترولیت جامد روی سطح لایه اکسید بعنوان الکترود دوم (کاتد) (-) خازن عمل می‌کند.
خازن‌های الکترولیتی نیوبیم قطعات الکترونیکی غیرفعال و اعضای خانواده خازن‌های الکترولیتی هستند.
خازن‌های نیوبیم به عنوان خازن‌های تراشه فناوری نصب-سطحی در دسترس هستند و در رده‌بندی‌های خاص ولتاژ و ظرفیت با خازن‌های تراشه تانتالوم رقابت می‌کنند. آن‌ها با یک الکترولیت منگنز دی‌اکسید جامد در دسترس هستند. خازن‌های نیوبیم با استفاده از اصول تولیدی، قطبیده شده‌اند و فقط در قطب صحیح فقط با ولتاژ DC قابل کار هستند. ولتاژ معکوس یا جریان تموج بالاتر از مقدار مشخص شده می‌تواند دی‌الکتریک و در نتیجه خازن را خراب کند. تخریب دی‌الکتریک ممکن است عواقب فاجعه آمیزی داشته باشد. تولیدکنندگان برای طراحی ایمن خازن‌های نیوبیم قوانین ویژه طراحی مدار را تعیین می‌کنند.
خازن‌های نیوبیم در دهه ۱۹۶۰ در ایالات متحده و همچنین در اتحاد جماهیر شوروی توسعه یافتند. از سال ۲۰۰۲ آن‌ها در غرب به صورت تجاری در دسترس بوده‌اند تا از هزینه پایین‌تر و در دسترس بودن بهتر نیوبیم در مقایسه با تانتالوم استفاده کنند.

## پیشینه
این پدیده که می‌تواند به‌صورت الکتروشیمیایی لایه اکسید را بر روی آلومینیوم و فلزاتی مانند تانتالوم یا نیوبیم تشکیل‌دهد و یک جریان الکتریکی را از یک جهت مسدود کند اما به آن اجازه دهد در جهت دیگری جریان یابد، درسال ۱۸۷۵ توسط محقق فرانسوی اوژن دیکوته کشف‌شد. وی اصطلاح «فلز دریچه‌ای» را برای چنین فلزاتی ابداع کرد. چارلز پولاک (متولد کارول پولاک) از این پدیده برای ایده «خازن مایع الکتریکی با الکترودهای آلومینیومی» استفاده کرد. درسال ۱۸۹۶، پولاک ثبت اختراع اولین خازن الکترولیتی را بدست آورد. اولین خازن‌های الکترولیتی تانتالومی با کاغذهای تانتالیومی پیچیده‌شده و الکترولیت غیرجامد درسال ۱۹۳۰ توسط ترانزیسور الکترونیک ای‌ان‌سی، در ایالات متحده توسعه‌داده‌شد و برای اهداف نظامی مورد استفاده قرارگرفت.

## اطلاعات تکمیلی

### نمادهای خازن
نمادهای خازن الکترولیتی
|                 |                 |                 |
| خازن الکترولیتی | خازن الکترولیتی | خازن الکترولیتی |

### ویژگی‌ها
- خازن‌های نیوبیم به‌عنوان جایگزینی برای خازن‌های تانتالیومی بکار می‌روند
- خازن‌های نیوبیم به سبک SMD در دسترس هستند که باعث می‌شود آن‌ها برای کلیه سامانه‌های الکترونیکی قابل‌حمل با طراحی مسطح مناسب باشند
- خازن‌های نیوبیم محدودیت جریان ورودی ندارند
- خازن‌های نیوبیم با الکترولیت جامد برای کاربردهای ای‌اس‌ار کم و پارامترهای الکتریکی پایدار در دسترس هستند
- خازن‌های نیوبیم دارای تعداد محدودی تولیدکننده (AVX و Vishay) هستند[۳]

## کتابشناسی - فهرست کتب
- ارپی دیشپانده، خازن‌ها: فناوری و روندها، شابک ‎۱۲۵۹۰۰۷۳۱۶
- دی. باخ، پایان‌نامه، ۰۵٫۰۶٫۲۰۰۹، دانشگاه کارلسروهه(TH)، تحقیقات EELS در مورد اکسیدهای نیوبیم استوکیومتری و خازن‌های مبتنی‌بر نیوبیم
- سی‌اچ اشنایدر: مضراب نیوبیم. در: تحقیقات بایر، ای‌جی بایر ۲۰۰۴ (نسخه vom 11. February 2007 im Internet Archive) ,
- پودر نیوبیم برای خازن الکترولیتی، گزارش فنی JFE شماره ۶ (اکتبر 2005) PDF
- معرفی خازن‌ها